# 桜乃花
桜乃花（ほのか、1999年10月22日 - ）は、日本のローカルタレント・マルチタレント。

## 来歴
佐賀県唐津市出身。2人姉妹の長女として生まれる。
中学生時代はソフトテニス部、高校生時代はバドミントン部に所属した。勉強は苦手だったが美術のみは5の成績だった。
2018年4月、俳優を目指し福岡市の専門学校に入学し、2年間表現の基礎を学ぶ。卒業後は、福岡県・佐賀県を中心にフリーランスで活動する。

## 出演

### ラジオ
- えびす街角ラジオ (えびすFM, 2020年3月)
- 愛燦サンデー (FMからつ, 2021年4月～2022年, メインパーソナリティ)
- 情報番組/KARAFUL[1] (FMからつ, 2021年7月～, メインパーソナリティ)
- 日曜 mo R。[2] (RKB毎日放送, 2021年10月)
- 桜乃花の天神リサーチ (コミュニティラジオ天神, 2022年5月～, 毎週水曜日 18:00-19:00, メインパーソナリティ)

### 舞台
- 舞台「12人の怒れる男」 (2018年7月)[3]
- 舞台「わたしの星」（九州ビジュアルアーツ パフォーマンスアーツ学科1年 進級公演）主演 (2019年2月)[4]
- 舞台「OVER DRIVE」（九州ビジュアルアーツ 俳優学科2年 夏公演） (2019年7月)[5]
- 舞台「ワラゲキ3」 (2019年9月)[6]
- 舞台「僕の孤独」（九州ビジュアルアーツ 俳優学科 宗像市立自由ヶ丘中学校のための演劇公演） (2019年10月)[7]
- 舞台「君の背中のナップサック」（九州ビジュアルアーツ 俳優学科2年 卒業公演）主演 (2020年3月)[8]
- 世界初! 電車マーダーミステリー舞台「炭坑の残り灯」[9] (2022年2月, 6月)

### 司会・MC
- ハムリーズ博多店 デモンストレーター兼パフォーマー (2018年11月～2021年7月)

### ミュージックビデオ
- 原口誠「春を待ってる」（2021年3月）[10]

### Webマガジン
- ミッケ! フクオカ VOL. 24 - FocusONEコーナー (2022年8月)[11]

## その他
- 「アクションチーム-SEITEN-」結成 (2021年4月～, 副代表)
- シアーミュージック博多校 「話し方」講師 (2022年3月～)